# Narathura major
Narathura major är en fjärilsart som beskrevs av Otto Staudinger 1889. Narathura major ingår i släktet Narathura och familjen juvelvingar. Inga underarter finns listade i Catalogue of Life.